# Magiczny fortepian
Magiczny fortepian – polsko-chińsko-norweski film animowany z 2011 roku w reżyserii Geoffa Lindseya i Marka Skrobeckiego. Alternatywne tytuły: Projekt Chopin, Latająca maszyna Chopina 3D (Polska), Latająca maszyna - Projekt Chopin (Polska), Project Chopin (USA), The Flying Machine (tytuł międzynarodowy).

## Fabuła
Fabuła filmu dzieli się na dwie części. W części I dwójka dzieci odnajduje stary fortepian, w którym zaklęta jest dusza Chopina. Instrument zamienia się w latającą maszynę i zabiera bohaterów w pełną przygód podróż po Europie. W części II – londyńska bizneswoman Georgie, para jej dzieci oraz pianista Lang Lang zostają wciągnięci do świata animowanego filmu 3D, gdzie czeka ich misja sprowadzenia latającej machiny z powrotem do Polski, do kraju urodzenia Fryderyka Chopina.

## Obsada
- Heather Graham – Georgie (głos)
- Lang Lang – (głos)
- Kizzy Mee – Jane
- John Lithgow – Fred

i inni

## Wersja polska
Udział wzięli:
- Anna Dereszowska – Georgia
- Wojciech Paszkowski – Lang Lang
- Nina Falana – Jane
- Jan Rotowski – Fred